# Школа № 7 імені О.С. Пушкіна (Кропивницький)
Школа № 7 імені О.С. Пушкіна - загальноосвітня школа І-ІІІ ступенів Кропивницької міської ради. Школа носить ім'я Олександра Сергійовича Пушкіна і називається Пушкінською тому що забудовувалась на честь 100-річчя з дня народження російського поета у 1899 році.

## Історія
Керував будівництвом навчального закладу, який передбачалося найменувати Пушкінським народним училищем м. Єлисаветграда, безпосередньо Голова Міської Думи - Олександр Миколайович Пашутін, який на цій посаді перебував 27 років.
Школа унікальна тим, що є історичною та архітектурною пам'яткою кінця XIX - початку XX століття. Будинок школи забудовувався за проектом міського архітектора м. Єлисаветграда Олександра Львовича Лішнєвського. Крім нашої школи, за його проектом було збудовано приміщення громадської жіночої гімназії (тепер старе приміщення Центральноукраїнського державного педагогічного університету імені Володимира Винниченка). Ці дві споруди забудовувалися одночасно, тому дуже схожі між собою.
Логічним завершенням забудови школи стала телеграма-звіт імператору Росії Миколі II:
```
"64. Лета 1899 Мая 26 дня въ благополучноє Царствованіе императора Николая II, въ память столетія со дня рожденія великаго русскаго поэта Александра Сергеевича Пушкина, вследствія постановленія Елисаветградской Городской Думи 17 марта 1899 года заложено зданіе сіє, предназначенное для Городскаго Народнаго училища имени Пушкина, при Министре Народнаго Просвещенія Н. П. Боголепове, Херсонском Губернаторе Князе Оболенскомъ и Елисаветградскомъ Городскомъ Голове А. Н. Пашутине."
```

Копія телеграми зберігається в шкільному музеї [Архівовано 7 серпня 2016 у Wayback Machine.].
Протягом понад 110-річного періоду свого існування школа виконує освітянське призначення (за винятком деякого періоду часів Другої світової війни, коли влітку 1941 року тут був військовий шпиталь, а з осені 1941 по зиму 1943 - німецько-фашистський штаб.)

## Відзначення 100-річчя від дня народження О.С. Пушкіна
17 березня 1899 року на засіданні Єлисаветградської Міської Думи була прийнята постанова по святкуванню сторіччя з дня народження поета. 
№ 2826  "Виписка из журнала очередного заседанія Елисаветградской Городской Думы 17 марта 1899 года"
Доложен.                       16 Іюня 1901 года
Город.Управе                  Г. Херсон.  Губернатора
№ 1948
Прочиталъ докладъ Особой комиссіи по вопросу ознаменования и чествования столътия со дня рожденія поэта А. С. Пушкина следующего содержанія.
"Согласно порученія Городской Думы, комиссія обсудивъ въ отдельности вопросъ чемъ ознаменовать со стороны Городского Управленія предстоящее 26-го Мая, сего года, столъетіе со дня рожденія поэта А. С. Пушкина и желая наиболъе запечатлить въ подростающемъ поколеніи города память о знаменитомъ русскомъ поэтъ, пришла к заключенію построить для предъместья города - Пермскихъ двухэтажное здание для народного училища, на 300 учащихся, съ квартирой для заведующаго училищемъ и наименовать это училище Пушкинскимъ.
Планъ и приблизительная смъета, на сумму до 24. 000 руб. присемъ прилагаются.
Затъем обсудить совмъесно съ комиссиями: Елисаветградскаго Общества распространенія грамотности й ремесел, Елисаветградскаго Общественнаго Собрания и представителями Елисаветградскаго кружка любителей музыки и драматическихъ искуствъ самый порядок чествованія дня рожденія поэта     А. С. Пушкина, Городская Комиссия предлагаетъ слъдующий проэктъ программы:
26-го мая
1) Присутствовать на заупокойной литургіи и панахие по А. С. Пушкине въ Успенскомъ Соборє.
2) Устроить закладку зданія для народнаго училища, которое предполагается наименовать Пушкинскимъ.
3) Отслужить панахиду въ зале Елисаветградскаго Обшественнаго Собрания, после которой устроить чтенія о поэте Пушкине для учащихся въ народныхъ училищахъ, раздавъ им брошюры, издания на этотъ предметъ и въ заключеніе лакомства.
4) Устроить научно-литературно-художественный вечеръ» въ залъ Елисаветградскаго Общественнаго Собранія.
25 и 27-го Мая
Устроить два безплатныхъ спектакля въ театрэ для учащихся въ средних учебныхъ заведеніяхъ.
23-го Мая.
Согласно постановленія комиссии "Народныхъ чтеній" будутъ чтенія въ честь поэта Пушкина для народа въ аудиторій при "Елисаветградскомъ  реальномъ  училищъ.
Собраніе, единогласно, постановило: докладъ комиссіи утвердитъ къ исполненію.
Въерно: Городской Голова А. Пашутинъ
Мая 7 дня 1899 года (1)
№ 78
Все заплановане було виконано в повному обсязі, про що свідчить редакційна стаття у тогочасній газеті "Въдомости Елисаветградкаго городского общественного управленія" за № 60 від 27 травня 1899 року під заголовком "Известія городского управленія"!
```
"26 мая, въ день столътія со дня рожденія поэта А.С. Пушкина въ Елисаветградском Успенскомъ Соборъ, после литургіи въ присутствии представителей администраціи й городского обшественного управленія, а также многочисленнаго числа молящихся отслужена была по усопшемъ панахида, за тъмъ состоялась закладка зданія для городского народного училища, которое предполагается наименовать Пушкинскимъ. В тотъ же день происходило чествованіе памяти поэта А. С. Пушкіна мъстными средними учебными заведениями и особенно торжественно городскими народными училищами въ залъ Елисаветградскаго Общественнаго Собранія"
.
```

## Школа у роки громадянської війни
В роки громадянської війни з листопада 1920 по січень 1921 року на курсах політпрацівників Червоної Армії, що знаходилися в стінах нашого шкільного приміщення, навчався великий український поет Сосюра Володимир Миколайович. Із задоволенням, підкреслю, що саме тут з'явилися його перші вірші, серед них: "Пролетарий", "За солнцем" та інші.
В 1921-1923 роках в результаті посухи і неврожаю страшний голод охопив райони Поволжя та України. Одним з перших хто протягнув руку допомоги голодуючим регіонам колишньої царської Росії був фонд Нансена, створений знаменитим норвезьким полярним дослідником Фрітьофом Нансеном (1861-1930 р.р.).
В 1921 році, коли з з’явилися повідомлення про початок в Росії голоду, Фрітьйоф Нансен зв'язується з міжнародною організацією Червоного Хреста, а також домовляється про зустріч з тодішнім наркомом іноземних справ РСФРР Георгієм Чічеріним. Підписаний договір "Чічерін-Нансен" поклав початок збільшенню допомоги голодуючим регіонам. Гроші і медикаменти почали надходити з США, Чехословаччини, Норвегії та інших країн світу.
Місії Нансена були відкриті в Одесі, Харкові, Єлисаветграді (теперішньому Кропивницькому), Олександрії, Знам'янці, Новомиргороді, Бобринці.
З другої половини 1922 року допомогу голодуючим України (в обмежених розмірах, бо левова частина її йшла в Росію) почала надавати міжнародна організація Американська адміністрація допомоги (АРА).
Місто Єлисаветград стало епіцентром голоду в Україні. Уповноваженим "Місії Нансена " в Єлисаветграді був лікар Савіцький. В місті було відкрито п'ять їдалень "АРА " в тому числі на заводі Ельворті та в Пушкінському училищі, а також вулиць Михайлівської і Преображенської. В пересувних їдальнях годували дітей, студентів та інвалідів. З 1921 по 1923 роки допомогою в Єлисаветграді було охоплено 10 тисяч чоловік.
Про те, якою була реальна ситуація в Єлисаветграді, свідчить звіт лікаря Свіцького, відправлений в Москву і датований 15 грудня 1922 року: "В ноябре зарегистрировано голодающих в Елисаветграде и уезде 50 тысяч человек, которые не пользуются никакой помощью. Указанная цифра голодающих появилась уже теперь, а между тем до нового урожая остается почти 7 месяцев. Хлеба же урожая, по моим данным, может остаться в уезде лишь до декабря месяца, тогда как число голодающих прогрессивно растет».
На початку 1922 року за розпорядженням Нансена в районах, охоплених голодом, побував норвезький дипломат Квілінг. Разом з представниками Червоного хреста він познайомився з ситуацією і склав свій власних звіт, опублікований в європейській пресі що вразив весь цивілізований світ. На одній із фотографій передрукованої багатьма газетами, Квілінг разом з співробітниками Червоного Хреста стоїть біля гори людських трупів, половина із яких дитячі.
Без допомоги міжнародних благодійних організацій трагічна з усякого погляду ситуація могла перерости у істинно катастрофічну. Даними американського філіалу фонду Нансена, завдяки його діяльності, було врятовано близько 6 мільйонів дітей і 800 тисяч дорослих.

## Педагоги школи
У роки Першої світової війни (у грудні 1915 року) вчителька школи - праонука героя Вітчизняної війни 1812 року генерала від кавалерії Георгія Арсентійовича Емануеля - Катерина Дмитрівна Емануель, демонструючи свій патріотизм, вмовила керівництво міської управи дозволити їй піти добровольцем на фронт у діючу російську армію.
Прохання її задовольнили, гарантуючи залишити за нею робоче місце після війни.